# يوشيماسا فوجتا
يوشيماسا فوجِتا (باليابانية: 藤田 芳正) (مواليد 23 يوليو 1979)، هو لاعب كرة قدم ياباني سابق كان يلعب كلاعب وسط.

## وصلات خارجية
- يوشيماسا فوجتا على موقع رابطة كرة القدم اليابانية للمحترفين (اليابانية)